# Folks (banda)
Folks é uma banda de rock brasileira formada no Rio de Janeiro no ano de 2011.
Atualmente formada por Kauan Calazans e  Paulinho Barros. A banda lançou seu primeiro álbum de estúdio ("Folks") em 2015 que chegou a ser o 3º álbum de rock mais vendido no iTunes, onde o show de lançamento aconteceu no Imperator, clássica casa de shows do Rio de Janeiro.
Desde então a banda vem excursionando pelo país fazendo shows e chegou a ser convidada a integrar o lineup de aniversário de 30 anos de um dos mais renomados festivais do mundo, o South by Southwest, que acontece em Austin, Texas (Estados Unidos), ao lado de Iggy Pop, Josh Homme (Queens of the Stone Age), The Cult, Wolfmother, Deftones, Bloc Party entre outros, realizando pela primeira vez uma tour internacional.
Em 2019 o Folks foi convidado para se apresentar no Rock in Rio um dos maiores festivais do mundo.

## História
- 2011: Formação

Kauan Calazans, atuante na cena independente do Rio de Janeiro desde 2004, decidiu montar uma nova banda devido as experiências que havia vivido anteriormente e achou que a melhor decisão era recomeçar do zero. Chamou Sergio S., que em um show da antiga banda de Kauan no Canecão o chamava para fazer um som desde então. Em seguida, Kauan chamou Caio Wes para assumir o baixo, que já haviam tocado juntos em outra banda durante 5 anos e Paulinho Barros que também fez parte de outra banda com ele. E por último, PV foi chamado para ser o baterista da banda.
Começaram a compor, e no final de 2011 gravaram na Toca do Bandido com produção de Felipe Rodarte a primeira demo da banda com 3 faixas, que foi lançada em Janeiro de 2012.

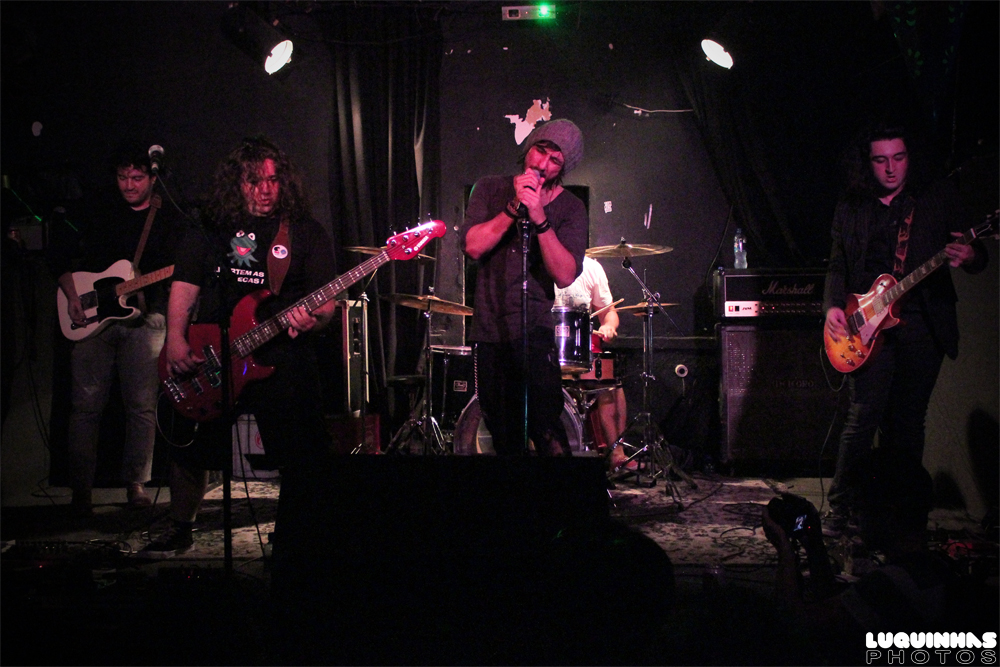
Folks se apresentando em 2012

- 2012: Lançamento do EP (demo) / Entrada de Vitor Carvalho

Em janeiro de 2012 o Folks lançou sua primeira demo com 3 faixas ("Até o Mundo Cair", "Paralelas Imperfeitas" e "Carol") gravada na Toca do Bandido.
A partir daí, começaram a fazer diversos shows principalmente no Rio de Janeiro onde todos os integrantes conheciam boa parte dos produtores do circuito independente.
Após 2 meses de lançamento Caio Wes resolve sair da banda por motivos pessoais, e quem assume o baixo é Vitor Carvalho, que já participava de ensaios e composições com a banda.
- 2014: Gravação do 1º disco / Entrada de Ygor Helbourn

A banda passou por um processo lento de gravação do disco. A proposta era fazer um disco bem orgânico, para que a experiência do público fosse como se estivesse no palco ou dentro do estúdio junto com a banda. Para que isso acontecesse de forma plena, foram estudados diversos timbres diferentes. Foram utilizados amplificadores raros da década de 1960 e 1970 até chegar no som que ficou no disco além de não ter nenhuma dobra de guitarra. A produção ficou por conta de Felipe Rodarte, direção artística por Constança Scofield e a gravação no lendário estúdio Toca do Bandido.
Após a gravação do disco, PV sai da banda e Ygor Helbourn assume as baquetas do Folks.

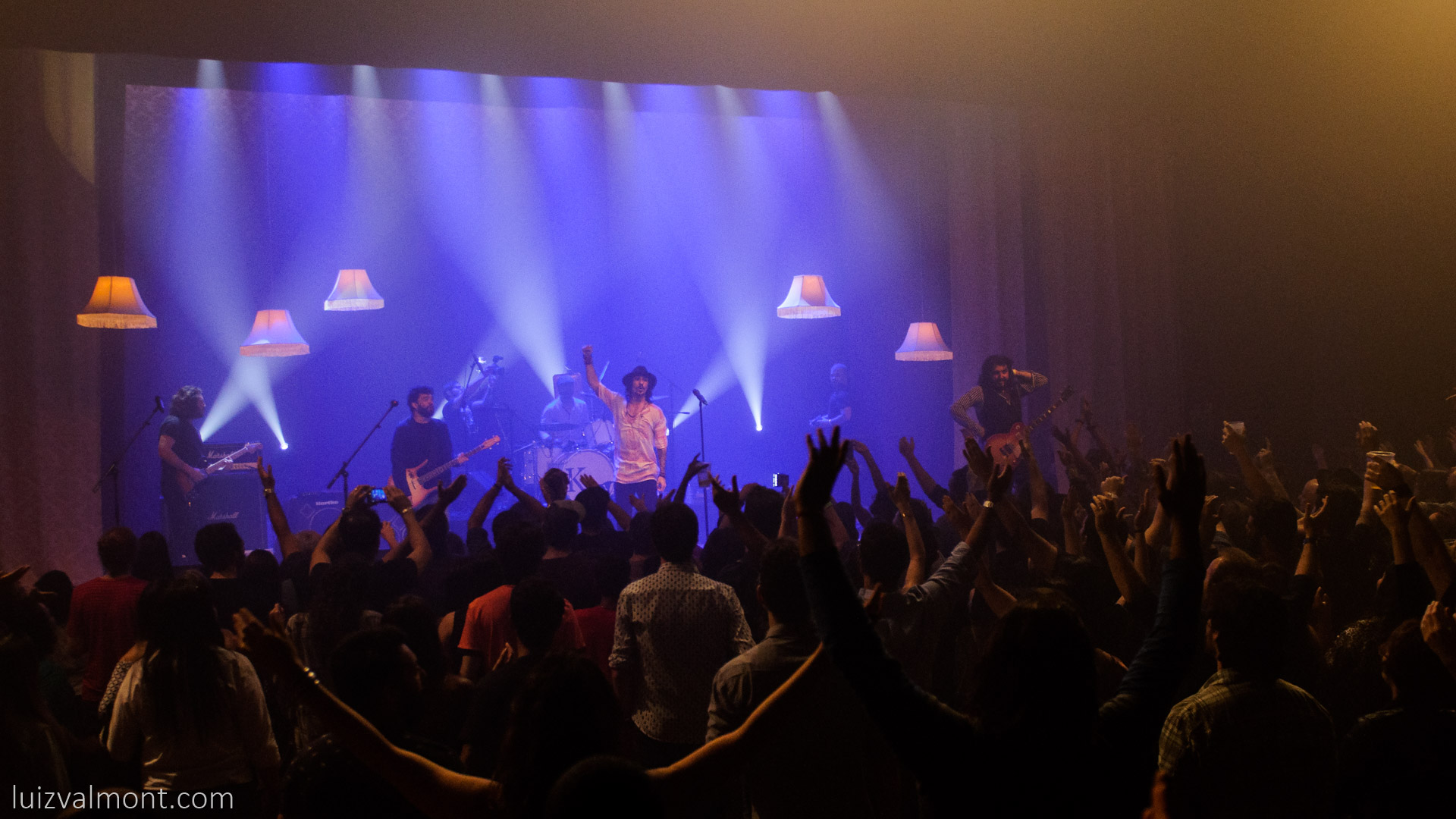
Show de lançamento do primeiro disco

- 2015: Lançamento do 1º disco "Folks"

Em junho de 2015 o Folks disponibilizou em todas as plataformas digitais seu primeiro álbum, homônimo.
Em poucas horas chegou a ser o 3º álbum de rock mais vendido no iTunes, ficando abaixo apenas de Guns n' Roses e Eric Clapton, e superando o lançamento de The Wall remasterizado do Pink Floyd. O álbum foi lançado pelo selo Toca Discos, do lendário estúdio Toca do Bandido.
E o show de lançamento do álbum aconteceu no mês seguinte, dia 31 de Julho de 2015 no clássico Imperator.
Foi uma noite memorável, um sucesso de crítica e público, com matérias como a do Jornal O Globo com título "No Imperator, Folks tenta levar cena rock do Rio a novo patamar".

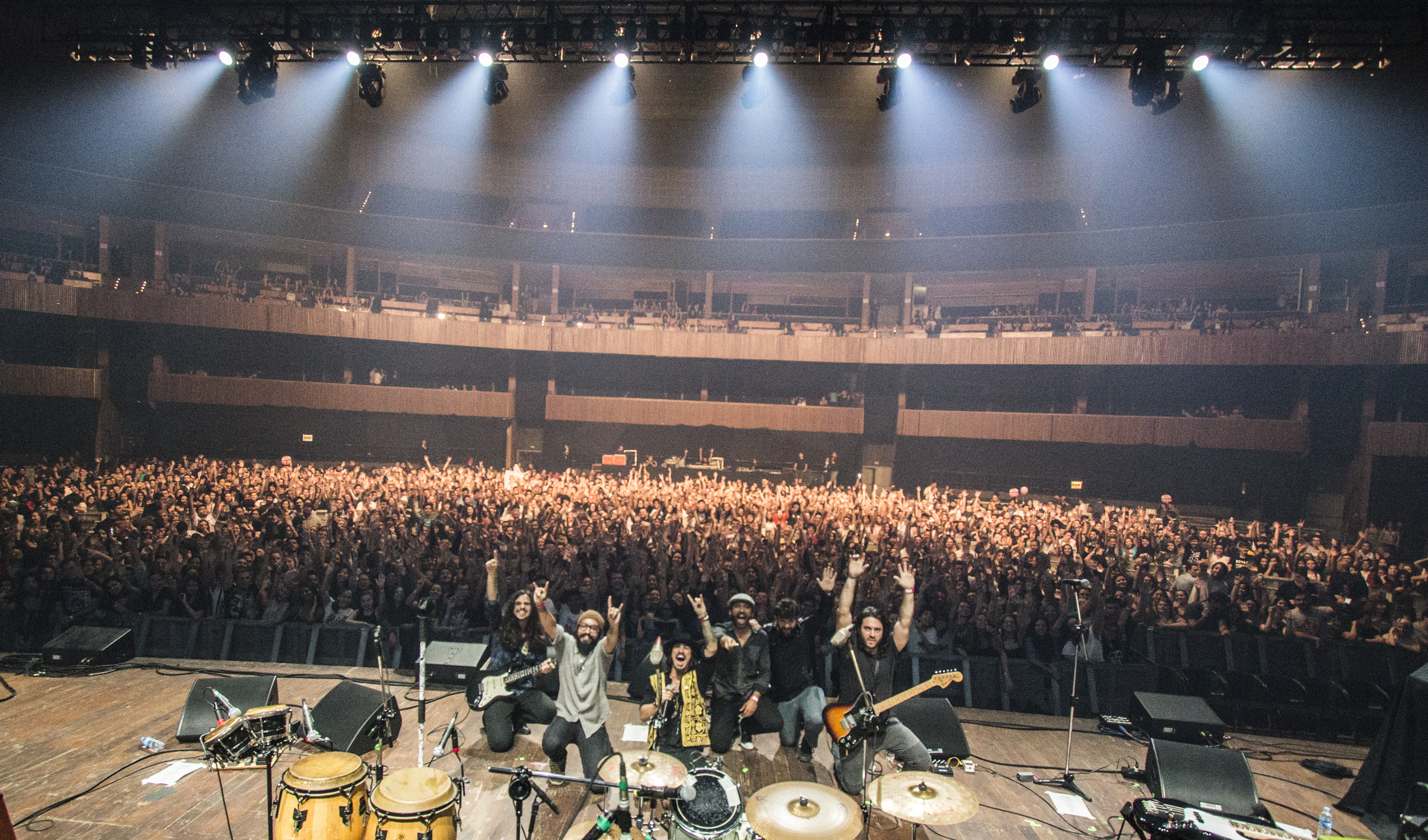
Folks em 2016

- 2016: Primeira turnê fora do Brasil

No início de 2016 o Folks recebe o convite para integrar o lineup de aniversário de 30 anos de um dos m
Foi um marco na cena independente carioca da época.ais renomados festivais do mundo, o South by Southwest que acontece em Austin, Texas (Estados Unidos).
Foi assim que o Folks teve a primeira oportunidade de levar seu som ao vivo para outros países.
Aproveitando a estadia de 1 semana o Folks fez alguns shows e pocket shows no Texas.
O lineup além do Folks contava com Iggy Pop, Josh Homme (Queens of the Stone Age), The Cult, Wolfmother, Deftones, Bloc Party, NOFX além de participações de J.J. Abrams, Ronda Rousey e na época o presidente dos Estados Unidos Barack Obama e a primeira dama Michelle Obama.
- 2017: Lançamento de " Sobre Viver " / Formação original

No segundo semestre de 2017 o Folks lança seu novo single " Sobre Viver " que contou com a participação de Maurício Barros do Barão Vermelho nos teclados durante a gravação.
Este lançamento marcou a volta da formação original com os fundadores da banda e a adição de Guilherme Figa no baixo.
" Sobre Viver " é um prelúdio do que está por vir no segundo álbum da banda.
- 2019: Rock in Rio

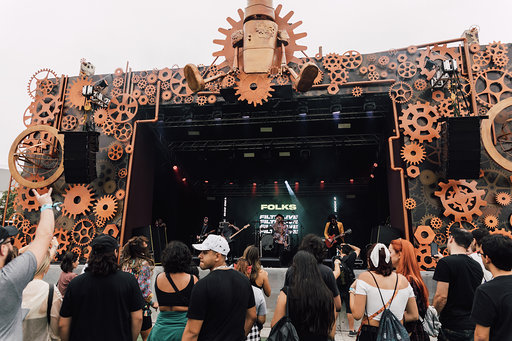
Folks se apresentando no Rock in Rio

Em 2019 o Folks foi convidado para se apresentar no Rock in Rio um dos maiores festivais do mundo ao lado de bandas como Red Hot Chilli Peppers, Foo Fighters, Imagine Dragons, Bon Jovi, Iron Maiden, Scorpions, Nickelback entre outros.

## Integrantes
- Kauan Calazans - vocal (2011-presente)
- Paulinho Barros - guitarra (2011-presente)

## Ex-integrantes
- Sergio S. - guitarra (2011-2015 ; 2017-2020)
- Luca Neroni - guitarra (2015-2017)
- Vitor Carvalho - baixo (2012-2017)
- Ygor Helbourn - bateria (2014-2017)
- Guilherme Figa - baixo (2017-2019)
- PV - bateria (2011-2013 ; 2017-2020)

## Discografia
Álbuns de Estúdio
- Folks (2015)

Singles
- Sobre Viver (2017)
- Sempre Há Tempo Pra Mudar (2018)
- Despertar (2019)

EP's
- EP "demo" (2012)

## Videografia
- Clipes:

| Ano  | Título                    | Formato                                             | Álbum     |
| ---- | ------------------------- | --------------------------------------------------- | --------- |
| 2012 | Carol                     | - Webclipe Direção: Kauan Calazans e Phill Mendonça | EP "demo" |
| 2015 | Muito Som                 | - Videoclipe Direção: Uttara Arpana                 | Folks     |
| 2015 | Até o Mundo Cair          | - Videoclipe Direção: Fabrício Abramov              | Folks     |
| 2017 | Sobre Viver               | - Webclipe Direção: Kauan Calazans                  | Single    |
| 2018 | Sempre Há Tempo Pra Mudar | - Ao Vivo No Estúdio Mobilia Direção: Fabio Brasil  | Single    |
| 2019 | Sobre Viver               | - Videoclipe Direção: Gabriel Gomes                 | Single    |

- Outros:

| Ano  | Título                            | Formato                                    | Lançamento               |
| ---- | --------------------------------- | ------------------------------------------ | ------------------------ |
| 2015 | Os olhos fitam o mundo à volta... | - Documentário Direção: Daniel Ferro       | Rollingstone Brasil      |
| 2016 | Ao Vivo no Estúdio Showlivre      | - Ao Vivo Direção: Walter Abreu e Rapha Al | Youtube, Spotify, iTunes |